# Kalophryninae
Kalophryninae is een onderfamilie van kikkers uit de familie smalbekkikkers (Microhylidae). De groep werd voor het eerst wetenschappelijk beschreven door George Jackson Mivart 1869. Oorspronkelijk werd de wetenschappelijke naam Kalophrynina gebruikt en later werden de geslachtsnamen Calliphryne en Calophrynus gebruikt.
Er zijn 25 soorten die allemaal tot het geslacht Kalophrynus behoren. Enkele soorten zijn pas sinds recentelijk wetenschappelijk beschreven, zoals de soorten Kalophrynus cryptophonus en Kalophrynus honbaensis uit 2014 en Kalophrynus meizon en Kalophrynus anya uit 2012.
De meeste soorten leven in Maleisië en Indonesië, andere in China of India en enkele soorten hebben een groter verspreidingsgebied en komen voor in andere delen van Azië zoals Thailand, Vietnam en Cambodja.

## Taxonomie
Onderfamilie Kalophryninae
- Geslacht Kalophrynus
- Soort Kalophrynus anya
- Soort Kalophrynus baluensis
- Soort Kalophrynus barioensis
- Soort Kalophrynus bunguranus
- Soort Kalophrynus calciphilus
- Soort Kalophrynus cryptophonus
- Soort Kalophrynus eok
- Soort Kalophrynus heterochirus
- Soort Kalophrynus honbaensis
- Soort Kalophrynus interlineatus
- Soort Kalophrynus intermedius
- Soort Kalophrynus limbooliati
- Soort Kalophrynus meizon
- Soort Kalophrynus menglienicus
- Soort Kalophrynus minusculus
- Soort Kalophrynus nubicola
- Soort Kalophrynus orangensis
- Soort Kalophrynus palmatissimus
- Soort Kalophrynus pleurostigma
- Soort Kalophrynus punctatus
- Soort Kalophrynus robinsoni
- Soort Kalophrynus sinensis
- Soort Kalophrynus subterrestris
- Soort Kalophrynus tiomanensis

Adelastinae · 
Asterophryinae · 
Chaperininae · 
Cophylinae · 
Dyscophinae · 
Gastrophryninae · 
Hoplophryninae · 
Kalophryninae · 
Melanobatrachinae · 
Microhylinae · 
Otophryninae · 
Phrynomerinae · 
Scaphiophryninae